# Jesús Llano
Jesús Llano Ricote, (Vitoria, Álava, 25 de mayo de 1961) es un exjugador de baloncesto español. Con 1.99 de estatura, su puesto natural en la cancha era el de ala-pívot.

## Trayectoria
- Cantera Colegio Sagrado Corazón Vitoria
- Primera B. C.B. Valladolid-Impala (1978-1979)
- CB Valladolid (1979-1986)
- Cajabilbao (1986-1988)
- CDB Sevilla (1988-1996)